# Loris (Primaten)
Die Loris (Lorisidae oder Loridae), auch Faulaffen, sind eine Primatenfamilie aus der Gruppe der Feuchtnasenaffen (früher den „Halbaffen“ zugeordnet). Es sind nachtaktive, baumbewohnende, in Afrika und Asien lebende Tiere, die eine unter Primaten einzigartige, langsame Fortbewegungsweise entwickelt haben. Die Familie wird je nach Autor in neun bis elf Arten unterteilt.

## Merkmale
Loris sind relativ kleine Primaten. Sie erreichen eine Kopfrumpflänge von 18 bis 40 Zentimeter, der Schwanz ist nur ein kurzer Stummel. Das Gewicht variiert zwischen 0,1 und 2 Kilogramm. Ihr kurzes Fell ist dicht und wollig, es ist meist grau oder braun gefärbt und an der Unterseite etwas heller.

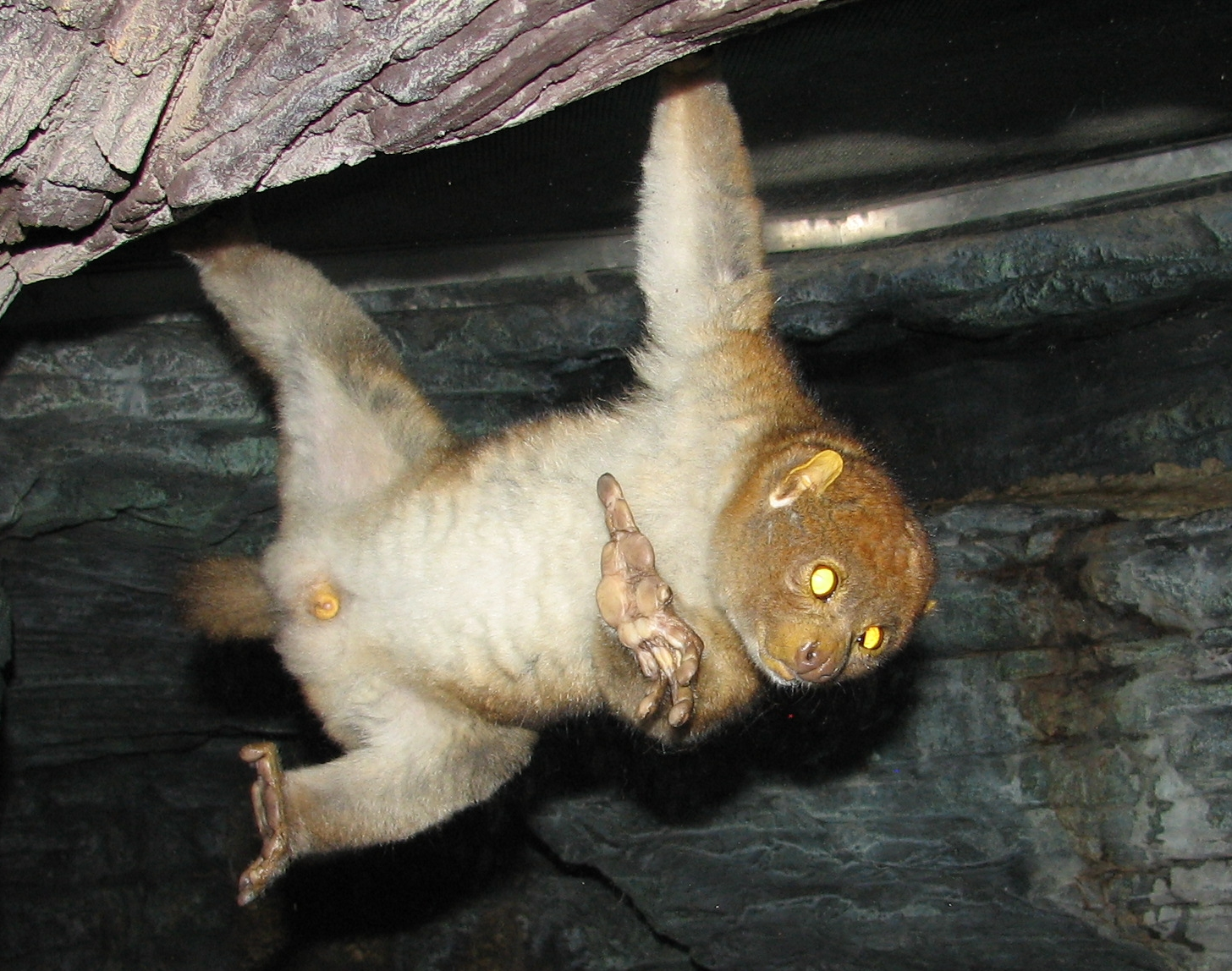
Ein Potto: Bei der zur Kamera gehaltenen Hand sind der kräftige Daumen und der rückgebildete zweite Finger gut erkennbar.

Die Vorder- und Hinterbeine sind annähernd gleich lang. Der Daumen und die erste Zehe sind jeweils kräftig entwickelt und den übrigen Strahlen opponierbar, der zweite Finger und die zweite Zehe sind hingegen stark verkleinert. Der Daumen beziehungsweise die große Zehe bilden zusammen mit den dritten bis fünften Strahlen der Hände und Füße eine kräftige „Greifzange“, die einen kräftigen Griff um einen Ast ermöglicht. Ein spezielles Kapillarennetz („Rete mirabile“) in den Händen sichert die Blutversorgung der Finger und Zehen auch während stundenlanger Klammergriffe. Alle Finger und Zehen tragen Nägel mit Ausnahme der zweiten Zehe, die die für Feuchtnasenaffen übliche Putzkralle aufweist.
In Zusammenhang mit der kletternden Lebensweise stehen auch Modifikationen der Wirbelsäule. Die Anzahl der Brustwirbel ist erhöht (15 oder 16 gegenüber 12 oder 13 bei den übrigen Feuchtnasenaffen), was für eine größere Beweglichkeit sorgt und ein nahezu schlangenartiges Winden um die Äste ermöglicht. Erhöht ist auch die Anzahl der Sakralwirbel (meist 6 oder 7 gegenüber 3 bei den übrigen Feuchtnasenaffen), was vermutlich für eine größere Stabilität bei der waagrechten Kletterhaltung sorgt. Die Zahl der Schwanzwirbel ist mit 7 bis 11 hingegen deutlich geringer als die der meisten anderen Feuchtnasenaffen (23 bis 26). Die Rückbildung des Schwanzes hängt vermutlich damit zusammen, dass ihre Klettertechnik kein Gleichgewichtsorgan benötigt.
| 2 | · | 1 | · | 3 | · | 3 | = 36 |
| 2 | · | 1 | · | 3 | · | 3 | = 36 |

Der Kopf der Loris ist durch die großen Augen charakterisiert, was eine Anpassung an die nachtaktive Lebensweise darstellt. Die Augen sind rundlich, nach vorne gerichtet und leicht nach oben aufgeklappt. Die Ohren sind rundlich, aber deutlich kleiner als etwa bei den nahe verwandten Galagos und teilweise im Fell verborgen. Die Zahnformel lautet I2-C1-P3-M3, insgesamt haben sie also 36 Zähne. Wie bei den meisten Feuchtnasenaffen bilden die unteren Schneide- und Eckzähne einen nach vorne gerichteten Zahnkamm.
Zumindest von den Plumploris ist bekannt, dass sie zu den wenigen giftigen Säugetieren zählen. Eine Drüse am Arm produziert ein Sekret, das in Verbindung mit Speichel seine Giftigkeit entfaltet. Sie schlecken sich ab, das Gift vertreibt so etliche potentielle Fressfeinde, es kann aber auch mit Bissen übertragen werden.

## Verbreitung und Lebensraum
Loris leben im mittleren Afrika sowie in Süd- und Südostasien. In Afrika erstreckt sich ihr Verbreitungsgebiet in einem breiten Streifen von Guinea bis in die Republik Kongo und das westliche Kenia. In Asien ist ihr Verbreitungsgebiet zweigeteilt: zum einen sind sie im südlichen Indien und auf Sri Lanka beheimatet, zum anderen kommen sie vom nordöstlichen Indien über die Malaiische Halbinsel bis nach Borneo und Java vor. Ihr Lebensraum sind tropische Regenwälder und andere Waldformen, wobei sie sich stets in dichtbelaubten Habitaten aufhalten.

## Lebensweise

### Aktivitätszeiten und Fortbewegung
Loris sind nachtaktive Baumbewohner, die kaum auf den Boden kommen. Tagsüber schlafen sie um einen Ast gewickelt oder im dichten Blätterwerk verborgen – sie bauen keine Nester. In der Nacht begeben sie sich auf Nahrungssuche. Sie haben eine für Primaten einzigartige Fortbewegungsweise entwickelt: sie sind langsame „Greifzangen-Kletterer“. Sie halten sich meist mit zumindest drei der vier Gliedmaßen fest und setzen eine Hand oder einen Fuß nach vorne. Ihr fester Griff lässt sich auch mit Gewalt kaum lösen, im Bedrohungsfall klammern sie sich fest an den Ast und können nötigenfalls stundenlang in dieser Position ausharren.
Dank ihrer biegsamen Wirbelsäule können sie sich gut um Äste winden. Die Fähigkeit zu springen haben sie verloren, Lücken im Geäst werden mit der „Auslegertechnik“ überwunden. Dabei halten sie sich mit den Hinterbeinen fest und strecken den Körper waagrecht nach vorn, um mit den Händen einen neuen Ast ergreifen zu können. Der große Kraftaufwand dieser Haltung könnte ein Grund für die Erhöhung der Sakralwirbelanzahl sein.

### Sozialverhalten
Aufgrund ihrer verborgenen, scheuen Lebensweise ist über das Sozialverhalten der Loris relativ wenig bekannt. Bei der Nahrungssuche sind sie meist einzeln unterwegs, auch die Schlafplätze werden häufig allein aufgesucht – nur die Schlankloris schlafen manchmal in kleinen Gruppen. Sie sind territoriale Tiere, sie urinieren auf ihre Hände und hinterlassen bei ihren Streifzügen so eine Duftspur, die Artgenossen auf ihre Anwesenheit aufmerksam macht.
Männchen reagieren meist aggressiv auf andere Männchen und vertreiben sie aus ihrem Territorium, ihr Revier kann sich jedoch mit dem mehrerer Weibchen überlappen.
Loris sind auffallend leise Tiere, sie bewegen sich geräuschlos und geben auch keine lauten Vokalisationen zur Kommunikation mit Artgenossen zurück.

### Nahrung
Loris sind Allesfresser, die vorwiegend Früchte, Insekten und Baumsäfte zu sich nehmen, in geringerem Ausmaß verzehren sie auch andere Kleintiere, kleine Wirbeltiere, Eier sowie diverse Pflanzenteile. Die Zusammensetzung der Nahrung kann je nach Art und Lebensraum variieren. Bei der Jagd schleichen sie sich vorsichtig an ihr Beutetier heran, um dann mit einer blitzschnellen Bewegung mit beiden Vorderpfoten zuzupacken.

### Fortpflanzung
Die Männchen pflanzen sich mit allen Weibchen fort, deren Revier mit ihrem überlappt. Nach einer rund 130- bis 190-tägigen Tragzeit bringt das Weibchen meist ein einzelnes Jungtier zur Welt. Dieses klammert sich in den ersten Lebenstagen an der Mutter fest, wird aber später während ihrer nächtlichen Nahrungssuche auf einem Ast zurückgelassen. Nach drei bis neun Monaten werden sie entwöhnt und sind mit 8 bis 24 Monaten geschlechtsreif. Die Lebenserwartung der Loris kann in menschlicher Obhut über 25 Jahre betragen.

## Gefährdung
Zu den Hauptgefährdungen der Loris zählen die Zerstörung ihres Lebensraums und die Bejagung. Insbesondere die Plumploris, mit denen einige abergläubische Vorstellungen verbunden sind und die auch als Heimtiere gehalten werden, sind von der Bejagung betroffen.

## Systematik

### Äußere Systematik
Die nächsten Verwandten der Loris sind die Galagos, die manchmal auch als Unterfamilie der Loris klassifiziert werden. Im Gegensatz zu den Loris sind die Galagos aber lärmige und schnelle Kletterer oder Springer. Loris und Galagos bilden zusammen die Loriartigen (Lorisiformes), die gemeinsame mit den Lemuren als Feuchtnasenaffen klassifiziert werden.

### Innere Systematik
Die genaue Artenanzahl der Loris ist umstritten. Heute werden folgende Gattungen und Arten unterschieden
- Ob es sich beim Falschen Potto (Pseudopotto martini) um eine eigene Art handelt, ist umstritten. Er ist bislang nur aus Museumsexemplaren bekannt.
- Die Bärenmakis (Arctocebus) sind grazil gebaute, im mittleren Afrika lebende Tiere.
  - Gewöhnlicher Bärenmaki (Arctocebus calabarensis)
  - Goldener Bärenmaki (Arctocebus aureus)
- Die Pottos (Perodicticus) sind kräftiger gebaut und in weiten Teilen des mittleren Afrika beheimatet.
  - Potto (Perodicticus potto)
  - Kamerun-Potto (Perodicticus edwardsi)
  - Ostafrika-Potto (Perodicticus ibeanus)
- Die Schlankloris (Loris) sind kleine Vertreter mit auffallend dünnen Gliedmaßen. Sie leben in Südindien und Sri Lanka.
  - Roter Schlanklori (Loris tardigradus)
  - Grauer Schlanklori (Loris lydekkerianus)
- Die Gattung Xanthonycticebus umfasst nur den Zwerglori, der in Indochina vorkommt.[3]
  - Zwerglori (Xanthonycticebus pygmaeus)
- Die Plumploris (Nycticebus) sind kräftig gebaute Loris, die in Südostasien verbreitet sind.
  - Bengalischer Plumplori (Nycticebus bengalensis)
  - Sunda-Plumplori (Nycticebus coucang)
  - Hiller-Plumplori (Nycticebus hilleri)
  - Java-Plumplori (Nycticebus javanicus)
  - Bangka-Plumplori (Nycticebus bancanus)
  - Borneo-Plumplori (Nycticebus borneanus)
  - Kayan-Plumplori (Nycticebus kayan)
  - Philippinen-Plumplori (Nycticebus menagensis)

Die afrikanischen Loris (Bärenmakis und Pottos, Unterfamilie Perodictinae) und die asiatischen Loris (Schlank- und Plumploris, Unterfamilie Lorisinae) sind Schwestergruppen. Die Stellung des umstrittenen Falschen Potto ist ungeklärt.